# Drehwerk

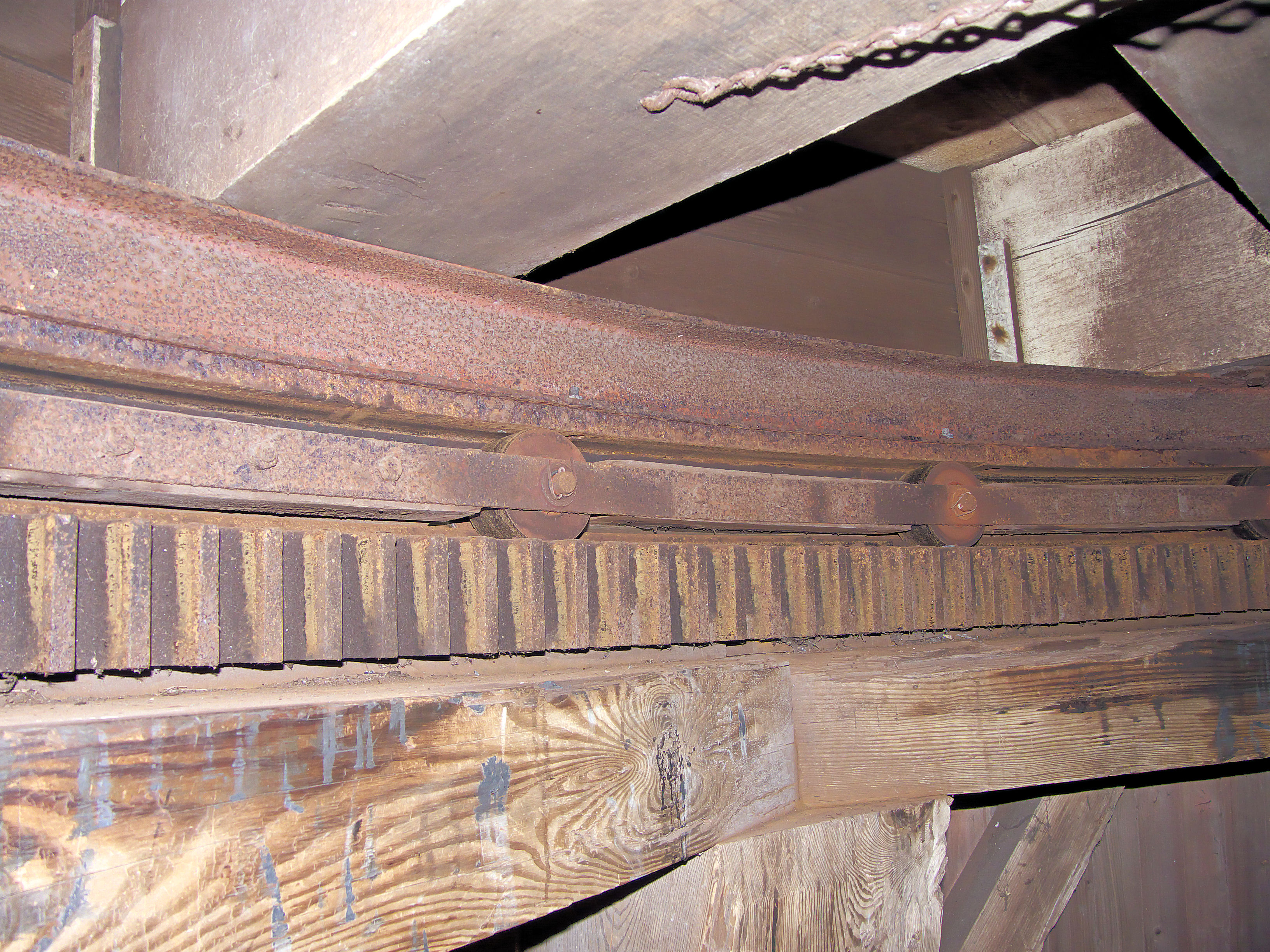
Rollendrehkranz bei einer Windmühle

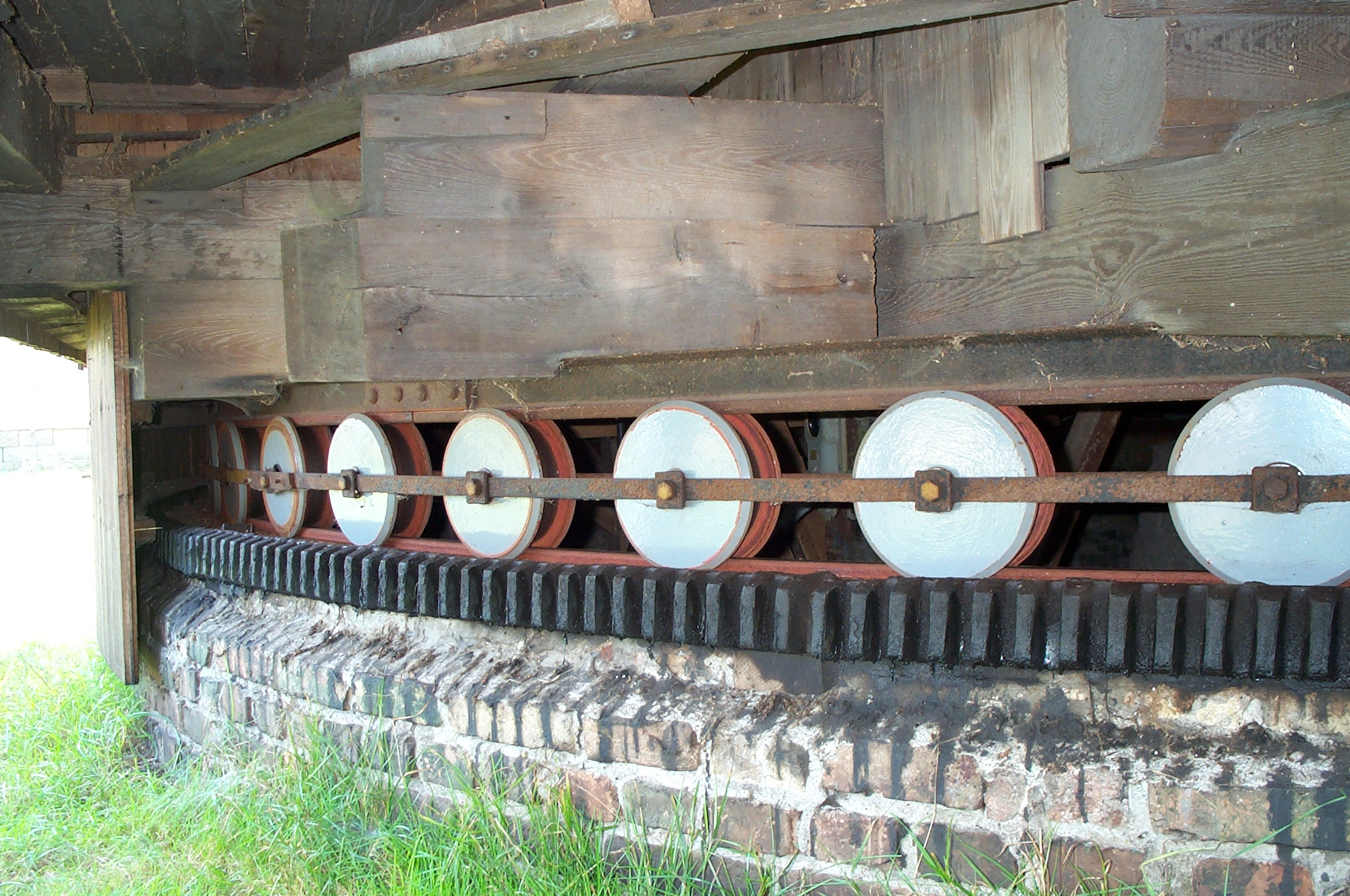
Rollendrehkranz der Paltrockwindmühle

Ein Drehwerk, auch Drehkranz genannt, ist in der Technik und dem Maschinenbau ein Verbindungselement zum Übertragen von Drehbewegungen bei einer gleichzeitigen Sperrung der restlichen 5 Freiheitsgrade (3 Translationen, 2 Rotationen). Dabei muss diese Lagerung meist sehr große Axialkräfte übertragen und Kippmomente aufnehmen. Klassische Anwendungsfälle sind das Drehwerk bei Kranen oder Baggern sowie die drehbare Lagerung der vorderen Achse an der Deichsel eines LKW-Anhängers.

## Technische Entwicklung

### Rollendrehwerke
Bis zu Beginn des 20. Jahrhunderts war die Entwicklung von Kugellagern aus Festigkeitsgründen auf Anwendungen mit geringeren Kräften beschränkt. In der Fördertechnik, insbesondere bei Kranen und Baggern, ergab sich allerdings das Problem, dass ein Großteil der Maschine drehbar auf dem Fahrgestell gelagert werden musste, gleichzeitig allerdings verkippsicher sein musste. Dazu wurde eine kreisförmige Schienenbahn verwendet, auf der im Oberwagen gelagerte Räder abrollten. Um ein Verkippen des Oberwagens zu verhindern, ordneten die Ingenieure in der Mitte der Schienenbahn einen Stahlzapfen an, den Königszapfen. Auch im Mühlenbau wurde diese Art der Lagerung verwendet.

### Zylinderrollendrehwerke

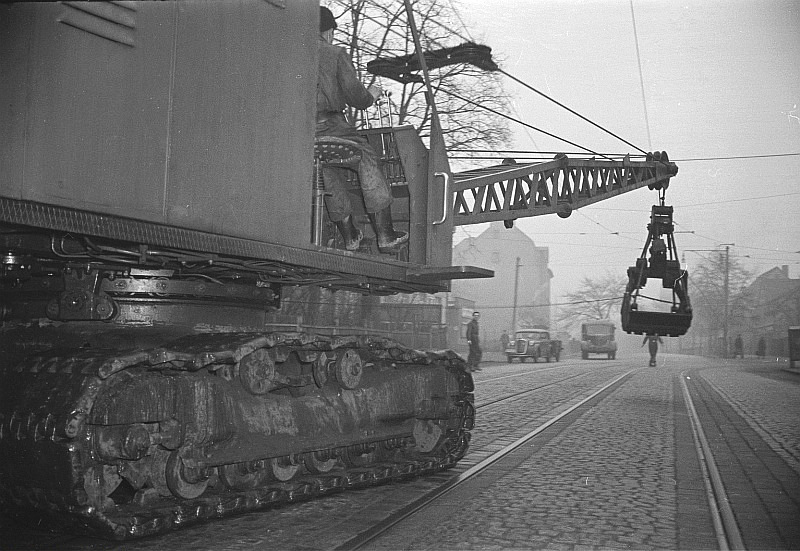
Zylinderrollendrehkranz bei einem Seilbagger. Am Drehkranz ist eine Krallenrolle zu erkennen.

Auf Grund der Abmessungen und der ungleichmäßig verteilten Last auf die einzelnen Räder wurde in der ersten Hälfte des 20. Jahrhunderts das Zylinderrollendrehwerk entwickelt. Dabei wurden die Räder durch kleinere Zylinderrollen ersetzt. Diese sind nicht im Oberwagen gelagert, sondern auf einem separaten Rollenträger auf dem Königszapfen. Somit können sie wie bei einem Zylinderrollenlager zwischen einer Laufbahn am Unter- und Oberwagen abrollen. Zum Abfangen der Kippmomente war jedoch weiterhin der Königszapfen notwendig, wobei zusätzlich auch Krallen verwendet wurden.
Es handelt sich um Wälzlager, die aus zwei Ringen bestehen, die mithilfe von Kugeln oder Wälzkörpern (Rollen) gegeneinander drehbar gelagert sind.

### Kugeldrehverbindungen
Die nächste Stufe der Entwicklung stellen die heute üblichen Kugeldrehverbindungen dar. Dabei laufen Kugeln wie in einem Schrägkugellager auf schräg angeordneten ringförmigen Bahnen und können damit axiale Kräfte sowie Kippmomente aufnehmen. Das gesamte Lager ist mit Dichtungen gegen Fettaustritt und Verschmutzungen geschützt. Für spezielle Anwendungsfälle existiert eine Vielzahl weiterentwickelter Bauformen, z. B. mit mehreren Kugelbahnen.

## Anwendungen
- Fördertechnik:
  - Bagger

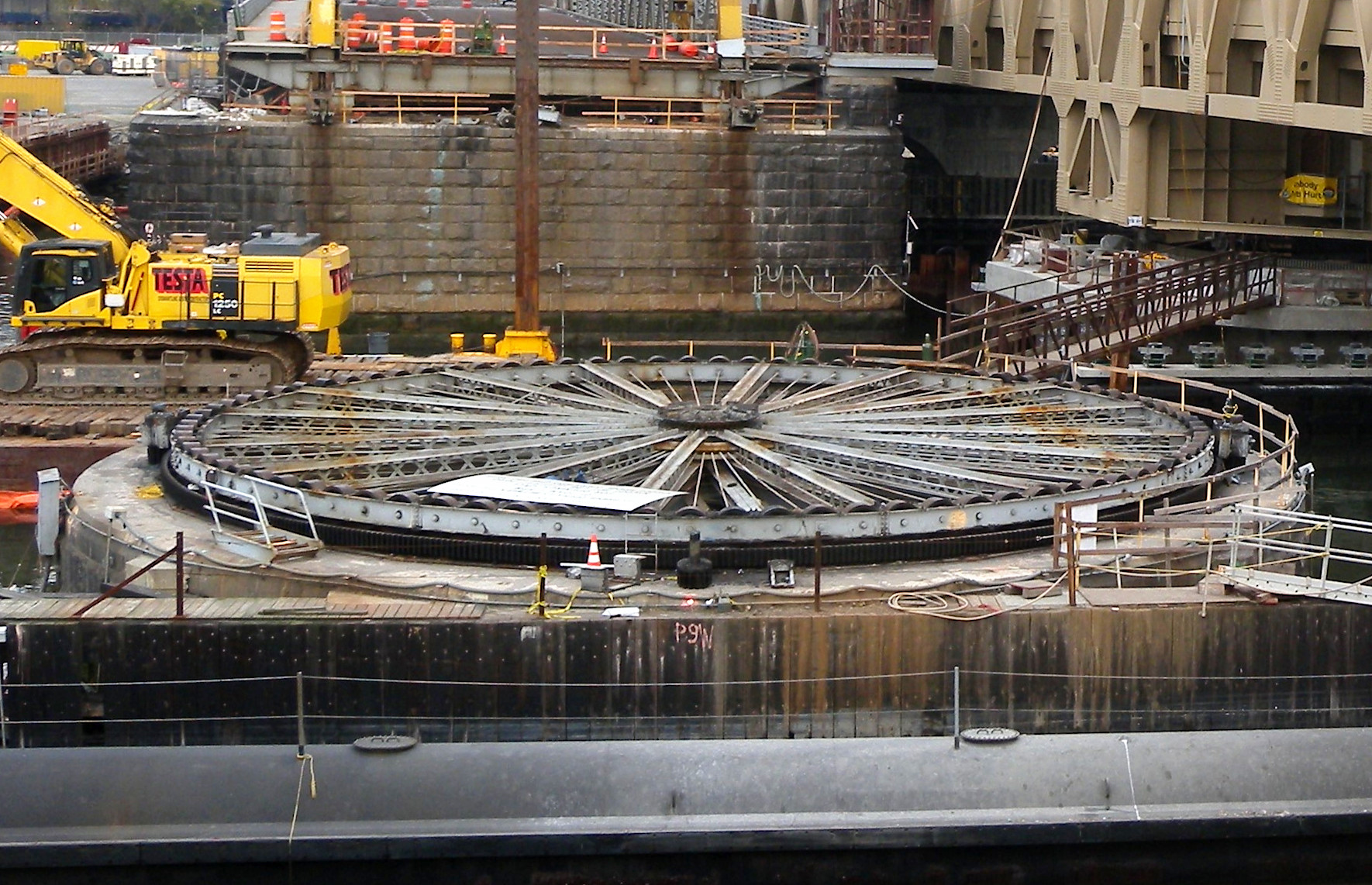
Rollendrehkranz einer Drehbrücke (erste Willis Avenue Bridge in New York City von 1901)

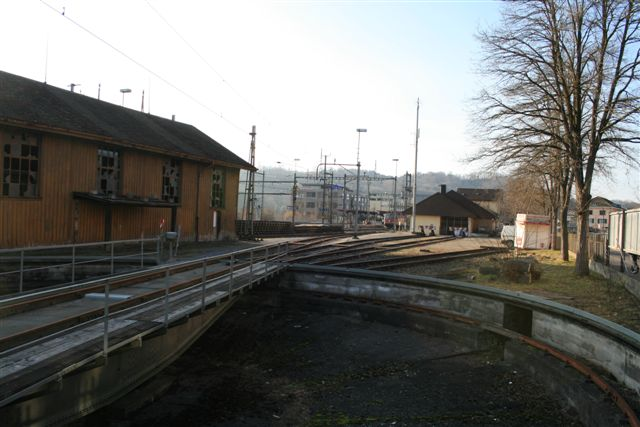
Rollendrehkranz bei einer Drehscheibe

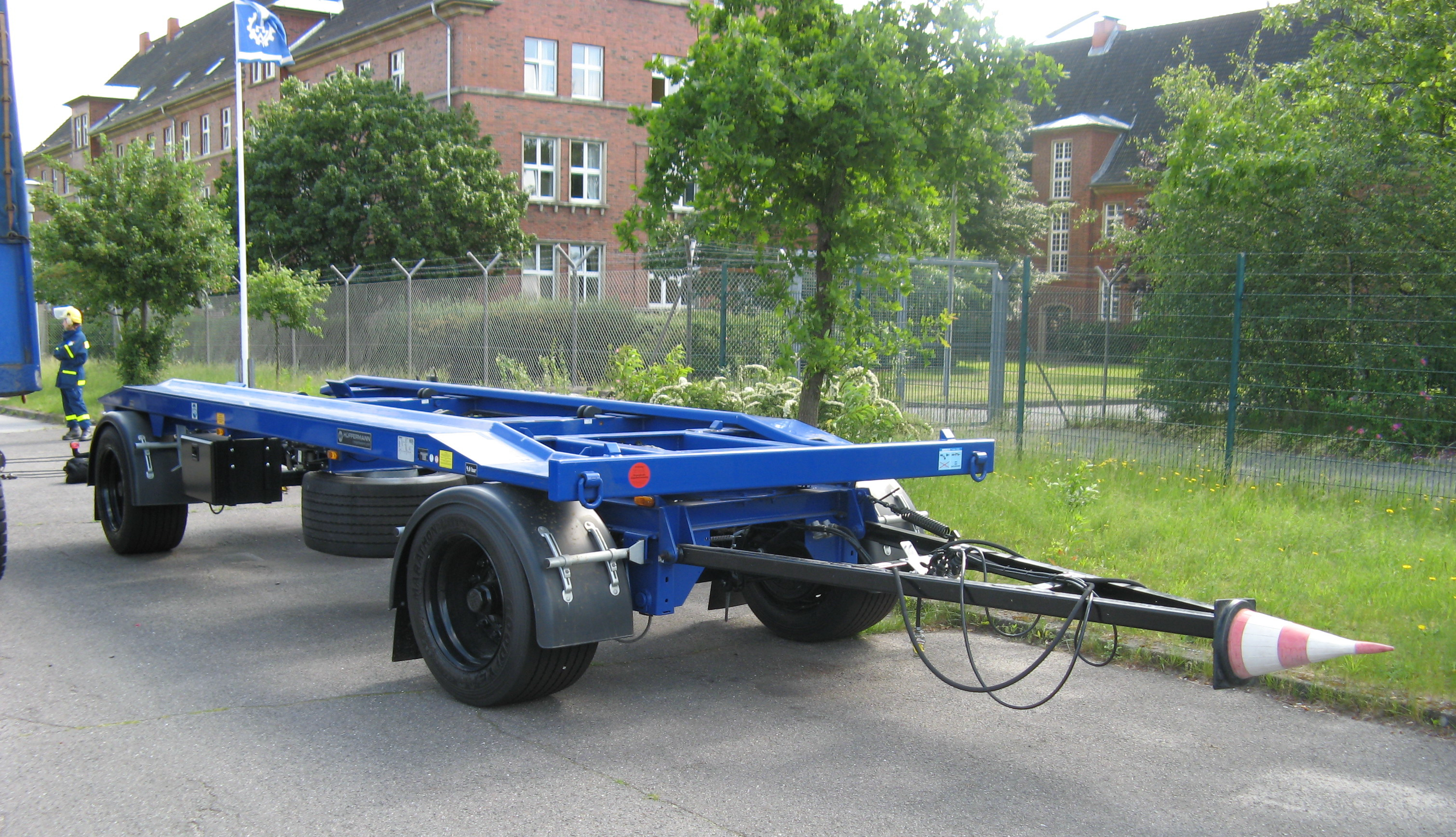
Anhängerdeichsel mit Kugeldrehverbindung (Drehschemelanhänger)

  - Tagebaugroßgeräte (Schaufelradbagger etc.)
- Windkraftanlagen:
  - Windmühlen
  - moderne Windkraftanlagen
- Verkehrstechnik:
  - Drehbrücken
  - Drehscheiben (Eisenbahn)
  - Deichsellagerung bei größeren Nutzfahrzeug-Anhängern
  - Gelenkbusse
- Drehringlafetten
- Werkzeugmaschinen
- Krane